# Mača
Mača je údolí v jižní části Velké Fatry, na území Národního parku Velká Fatra. 
Údolím protéká potok Rakša a vede tudy modře značená turistická trasa z obce Rakša, resp. Mošovce na horu Drienok (1267 m). 

## Přístup
- Po  značené cestě z Rakše